# Guy Stewart Callendar

Keelingkurvan visar ökningen av CO2 från 1958 till 2023.

Guy Stewart Callendar  född 9 februari 1898 i Montreal, död 3 oktober 1964 i Horsham, West Sussex, England, var en engelsk ångingenjör och uppfinnare.
Hans främsta bidrag till forskningen var att utveckla teorin som kopplade stigande koldioxidkoncentrationer i atmosfären till global temperatur. År 1938 var han den första som visade att jordens medeltemperatur hade stigit under de föregående 50 åren. Denna teori, som tidigare föreslagits av Svante Arrhenius, har kallats Callendar-effekten, 
eller växthuseffekten 

## Bakgrund
Callendar föddes i Montreal 1898, där hans far, Hugh Longbourne Callendar, var professor i fysik vid McGill University. Hugh Callendar återvände till Storbritannien med sin familj efter att ha utnämnts till Quain Professor of Physics vid University College London.
Hans son Guy växte upp i en intellektuellt miljö, som ofta besöktes av faderns vänner av den vetenskapliga eliten. När Guy var fem år blev han delvis blind efter att hans äldre bror stack en nål i hans ena öga. År 1913 skrevs han in på 
St Paul's School, men slutade två år senare efter början av första världskriget.
På grund av sin synskada blev han inte inkallad och började istället att arbeta i sin fars laboratorium vid Imperial College som assistent vid Committee of the Air Ministry, där han var involverad i att testa en mängd olika apparater, inklusive flygplansmotorer vid Royal Aircraft Factory i Farnborough.

## Karriär
År 1919 började han en kurs i mekanik och matematik vid Guilds College och tog examen i dessa ämnen 1922. Callendars professionella arbete med ånga och tryck utfördes under insyn av British Electrical and Allied Industries Research Association, som representerade olika turbintillverkare. Han fokuserade senare på forskning om batterier och bränsleceller.
Callendar var expert på ångteknik och kände till de väldiga mängder kol som förbrändes. År 1938 sammanställde Callendar mätningar av temperaturer från 1800-talet och framåt, och korrelerade dessa mätningar med gamla mätningar av atmosfäriska CO2-koncentrationer. Han drog slutsatsen att under de föregående femtio åren hade de globala medeltemperaturerna ökat, och föreslog att denna ökning skulle kunna förklaras som en effekt av ökningen av koldioxid. Dessa uppskattningar har nu visat sig vara anmärkningsvärt korrekta, särskilt som de utfördes utan hjälp av en dator.
Callendar bedömde klimatkänslighetsvärdet vid 2 °C, vilket är i den nedre delen av IPCC-intervallet. Hans upptäckter möttes av skepsis på den tiden; till exempel menade Sir George Simpson, dåvarande chef för British Meteorological Society, att hans resultat måste tas som en ren tillfällighet. Men hans idéer påverkade dåtidens vetenskapliga diskurs, som i allmänhet hade varit skeptisk till inverkan av förändringar i CO2-nivåer på globala temperaturer under decennierna efter all debatt om idén i början av 1900-talet.
Även om Callendar var en amatörklimatolog utvidgade han flera 1800-talsforskares arbete, inklusive de av Svante Arrhenius och Nils Gustaf Ekholm som en ren hobby. Hans studier under hela 1940- och 50-talen övertygade sakta andra forskare om behovet av att genomföra ett organiserat forskningsprogram om CO2-koncentrationer i atmosfären. Detta ledde så småningom till Keelingkurvan efter Charles Keelings Mauna Loa Observatory-mätningar från 1958, som visade sig vara avgörande för att främja teorin om antropogen global uppvärmning.
Callendar publicerade 10 stora vetenskapliga artiklar, och 25 kortare, mellan 1938 och 1964 om global uppvärmning, infraröd strålning och antropogen koldioxid. Andra forskare, särskilt Gilbert Plass och Charles Keeling, utökade Callendars arbete på 1950- och 1960-talen. 
Callendar förblev övertygad om riktigheten av sina teorier fram till sin död 1964 trots fortsatt mainstream-skepsis. 